# كال بودلر
كال بودلر (بالإنجليزية: Cal Bowdler)‏ مواليد 31 مارس 1977 في فرجينيا، هو لاعب كرة سلة أيرلندي معتزل. بدأ مسيرته الاحترافية في سنة 1999. تم اختياره من قبل فريق أتلانتا هوكس خلال الدرافت. يبلغ طوله 6 قدم 10 بوصة (2.1 م). اعتزل اللعب في 2005.

## المسيرة الاحترافية
لعب مع أتلانتا هوكس من سنة 1999 إلى 2002، ثم لعب مع فيرتوس بالاكانسترو بولونيا في سنة 2002، ثم لعب مع منز سانا 1871 باسكت في موسم 2002–2003، ثم لعب مع فيرتوس روما في الدوري الإيطالي في موسم 2003–2004، ثم لعب مع بالاكانسترو فاريزي في موسم 2004–2005.

## روابط خارجية
- كال بودلر على موقع الاتحاد الدولي لكرة السلة (الإنجليزية)
- كال بودلر على موقع إن بي أي (الإنجليزية)
- كال بودلر على موقع سبورتس رفرنس (الإنجليزية)
- كال بودلر على موقع كرة السلة الأوروبية.كوم (الإنجليزية)
- كال بودلر على موقع كلية كرة السلة في سبورتس رفرنس.كوم (الإنجليزية)
- كال بودلر على موقع ريلجم (الإنجليزية)
- كال بودلر على موقع بروبوليرز (الإنجليزية)
- كال بودلر على موقع سبورتس رفرنس (الإنجليزية)